# 이헌재
이헌재(李憲宰, 1944년 4월 17일~)는 대한민국의 공무원 출신의 정치인이다.

## 생애
중화민국 장쑤 성 상하이에서 출생하여 지난날 한때 미 군정 조선 경기도 양주에서 잠시 유아기를 보낸 적이 있으며 미 군정 조선 서울에서 성장하였다. 경기고등학교를 거쳐 서울대학교 법과대학을 나왔다.
1968년 행정고등고시에 합격했다. 이후 재무부에 발령 받아 금융정책과장, 재정금융심의관 등을 거쳤다. 금융정책과장 시절 8·3사채동결조치를 입안했고, 1974년 1차 석유 파동으로 인한 외환 문제 해결에 참여했다. 그러나 1979년에는 율산사건으로 인해 관직에서 물러났다. 이후 미국으로 도미해 보스턴 대학교 대학원 경제학과 경제학 석사 과정을 나오고 나서 귀국 후 대우그룹 계열사에서 상무이사, 대우반도체의 대표이사 전무로 활동하다가 1998년에 김대중 정부가 출범하면서 그 해에 신설된 금융감독위원회의 초대 위원장으로 발탁되었다.
2000년 5월 18일 박태준 국무총리가 부동산 명의신탁 파문으로 인해 조기퇴진하자 1주일간 총리직을 대행하였다. 2004년 고건 총리의 퇴임후에도 총리 권한대행직을 잠시 수행했다. 이후 재정경제부 장관 겸 부총리로 재직하고 있었으나 부인의 토지거래 관련 위장전입 의혹을 받자 2005년 장관직을 사퇴하였다.

## 학력
- 경기고등학교 졸업
- 서울대학교 법과대학 법학 학사
- 하버드 대학교 경영대학원 최고 경영자 및 AMP 과정 수료
- 보스턴 대학교 대학원 경제학 석사

## 경력
- 1968년 : 제6회 행정고시 합격
- 1969년 ~ 1979년 - 재무부 근무
- 1979년 ~ 1980년 - 한국개발연구원 초청연구원
- 1982년 ~ 1984년 - 대우 상무이사
- 1984년 ~ 1985년 - 대우반도체 대표이사 전무
- 1985년 2월 - 기업금융정보센터 사장
- 1985년 2월 - 한국신용평가 대표이사 사장
- 1991년 ~ 1996년 - 증권관리위원회 상임위원
- 1997년 - 금융개혁위원회 위원
- 1998년 - 은행감독원 원장(제18대)
- 1998년 - 증권감독원 원장(제8대)
- 1998년 - 금융감독위원회 위원장(은행감독원장, 증권감독원장 겸임)
- 2000년 - 재정경제부 장관(제3대)
- 2001년 6월 - 중소기업협동조합 중소기업경영전략위원회 위원장
- 2002년 - 서울대학교 경영대학 초빙교수
- 2004년 ~ 2005년 - 재정경제부 장관(제7대) 겸 부총리
- 2005년 - 광복60주년기념사업추진위원회 정부위원
- 2005년 ~ 2006년 2월 - 김앤장 비상임고문
- 2006년 3월 ~ : 코레이 상임고문
- 한국이사협회 명예회장
- 2012년 1월 ~ : 언스트앤영 상임고문
- 2016년 8월 ~ 2020년 12월: 여시재 이사장

## 가족 관계
- 딸 : 이지현(1968년 ~ , 공무원)

## 기타
- 1998년 9월 - 글로벌 파이낸스 선정 ‘국제금융계를 주도하는 힘있는 600인’